# Campionati europei di winter triathlon del 2000
I Campionati europei di winter triathlon del 2000 (III edizione) si sono tenuti a Donovaly in Slovacchia.
Tra gli uomini ha vinto per la terza volta consecutiva l'italiano Paolo Riva. Tra le donne ha trionfato la tedesca Sigrid Lang..

## Risultati

### Élite uomini
| Pos. | Atleta                | Paese    | Totale  |
| ---- | --------------------- | -------- | ------- |
|      | Paolo Riva            | Italia   | 1:49:30 |
|      | Martin Lang           | Germania | 1:50:05 |
|      | Juan Carlos Apilluelo | Spagna   | 1:50:07 |

### Élite donne
| Pos. | Atleta            | Paese       | Totale   |
| ---- | ----------------- | ----------- | -------- |
|      | Sigrid Lang       | Germania    | 02:08:54 |
|      | Marianne Vlasveld | Paesi Bassi | 02:11:47 |
|      | Gabi Pauli        | Germania    | 02:15:16 |